# Concepción Muedra Benedito
Concepción Muedra Benedito –o Concha Muedra– (València, 31 de desembre de 1902 - Ciutat de Mèxic, post-1979) fou una historiadora, arxivera i catedràtica espanyola, depurada pel franquisme i exiliada a Mèxic.

## Formació
Filla de Vicent Muedra, natural de Mislata, i de Concepció Benedito, natural de València, estudià a l’institut Cardenal Cisneros de Madrid entre 1915 i 1919, any en què obtingué el Batxillerat. Després es llicencià en Filosofia i Lletres, Secció d'Història, per la Universitat Central de Madrid.

## Activitat professional
Treballà com a professora a l'Institut-Escola de Madrid durant set cursos. Des del gener de 1926 va ser professora auxiliar d'Història Medieval, a les aules de la Facultat de Filosofia i Lletres de la Universitat Central de Madrid, a l'Institut d'Estudis Medievals que dirigia Claudio Sánchez-Albornoz. Era la primera professora en aquella facultat, i hi impartia les assignatures Institucions de l’Edat Mitjana i Història Medieval Espanyola, formant part dels primers grups de dones que obtenien places de docents a la universitat, en la qual arribaria a ser catedràtica. Entretant ingressava també en el Cos d'Arxivers, Bibliotecaris i Arqueòlegs en l'oposició de 1930, i compaginava la tasca docent amb la destinació a l'Arxiu Històric Nacional de Madrid. El 1936 va començar a impartir també l’assignatura d’Història Universal Antiga i Mitjana. També en aquests anys col·laborà en la preparació i publicació dels Monumenta Hispaniae Historica.
Al començament de la Guerra Civil Espanyola era responsable dels Arxius Provincials del Consejo Central de Archivos, Bibliotecas y Tesoro Artístico (CCABTA), i a l'estiu de 1937 es va traslladar a València, destinada a l'Arxiu de la Presidència del Consell de Ministres, que també hi estava desplaçat pel conflicte.
En 1939, acabada la guerra, per mitjà d'un expedient de depuració va ser separada del servei actiu. Per l’Ordre del Ministerio d'Educación Nacional de 22 de juliol de 1939 va ser baixa definitiva en l'escalafó del Cos Facultatiu d'Arxivers i Bibliotecaris. Es va exiliar aleshores a Mèxic.

## L'exili a Mèxic
Excel·lent paleògrafa, es va instal·lar a la capital mexicana, on col·laborà amb altres bibliotecaris i arxivers en la catalogació dels llibres dels segles xvi i xvii a la Biblioteca Nacional de Mèxic. També, al costat d'Adela Ramon Lligé, José Ignacio Mantecón, Agustín Millares Carló o Juan Vicens de la Llave, va prendre part en el projecte de formació de la Escuela Nacional de Bibliotecarios y Archivistas de Mèxic (ENBA), creada el 1945, i hi va impartir classes. A més, va ser investigadora en el Col·legi de Mèxic entre 1941 i 1967.
El 1979, resident a Ciutat de Mèxic, va sol·licitar i obtenir acollir-se al Decret 3357/75 del govern espanyol, cosa que li va permetre reingressar al Cos Facultatiu d'Arxivers per jubilar-se.

## Obra
- Adiciones al Fuero de Medina del Campo, Anuario de Historia del Derecho Español, 5, 1928 (la seva tesi doctoral).
- Nuevas Behetrías de León y Galicia y textos para el estudio de la Curia regia leonesa, Anuario de Historia del Derecho Español, 7, 1930.